# Tarquinii
Tarquinii var den förnämsta av de 12 städer som bildade etruskiska förbundsstaten. Den ligger i nuvarande kommunen Tarquinia.

Bevingade hästar med sele, terrakottabasrelief, etruskisk konst från den hellenistiska tidsåldern (resterna av drottningens altaretemplet, nu i Palazzo Vitelleschi i Tarquinia)

Staden grundades sannolikt redan på 800-talet f.Kr. Staden låg cirka 15 kilometer nordväst om Rom och 7 kilometer från kusten och var den etruskiska stad som låg närmast Rom och därför också oftast blev anfallen av romerska styrkor. Staden låg strategiskt på en lättförsvarad höjd och kontrollerade kustslätten med tillgång till floden Marta som flyter från Bolsena ut i Tyrrenska havet.
Den var tidigt sannolikt redan på 700-talet ett handelscentrum med kontroll över mineralbrytningen på Monti della Tolfa, som låg söder om staden. Samtidigt hade staden livlig kontakt med grekiska stadsstäter. Till en början importerade man keramik och metallsmycken. Snart tycks de ha tillverkats i Tarquinii också. På 500-talet utvecklades tekniken och i nenfro, som är ett slags vulkanisk, porig sten, skapade vackert huggna statyer, som sedan ofta bevakade och prydde ingången till gravar.
Religionen och gravar syns ha varit mycket viktiga för etruskerna. De byggde stora underjordiska gravkammare och sarkofager rikt dekorerade och ofta försedda med uthuggna listor, som visade släkt och härkomst.
Tarquinius Priscus var son till Damaratus från Korinth som hade flytt från sin hemstad och bosatt sig i Tarquinii och där gift sig och fått två barn, Aruns och Lucumo . I Tarquinii föraktades Lucumo som son till en landsflyktig främling och hans hustru Tanaquil, driven av ärelystnad, förmådde honom att utvandra till Rom för att där vinna en mera lysande ställning. I Rom blev Tarquinius, som nu kallades Tarquinius Priscus, förtrogen med kung Ancus Marcius som slutligen satte honom till förmyndare för sina söner.
Tarquinius Priscus lyckades sedan bli vald till kung – till myndlingarnas stora förtret – och utövade sedan kungamakten med klokhet och kraft. Med hans trontillträde inleddes en period av starkt etruskiskt inflytande som inte upphörde förrän den romerska republiken bildades 509 f.Kr.. 
Talrika krig förekom mellan Tarquinii och Rom, bland annat mellan 358 och 351 f.Kr. Under detta krig avrättades 307 romerska fångar på torget i staden, men romarna hämnades genom att avrätta 358 fångna aristokrater på Forum Romanum. Med tiden försvagades etruskerna och de 261 f.Kr. fick ge upp kustområdet inklusive hamnstaden Graviscae.
Omkring år 200 f.Kr. tycks staden vara under total kontroll av Rom. Många betydelsefulla familjer hade övergivit staden och bosatt sig i Rom för karriär som senator eller annat ämbete.

## Fotnoter
1. ↑  Bevingat lejon i nenfro Nenfro Statue of a Winged Lion in the Metropolitan Museum of Art, Sept. 2007
2. ↑  Titus Livius Ab Urbe Condita Bok 1; Kapitel 34